# Wiener Fürstentag

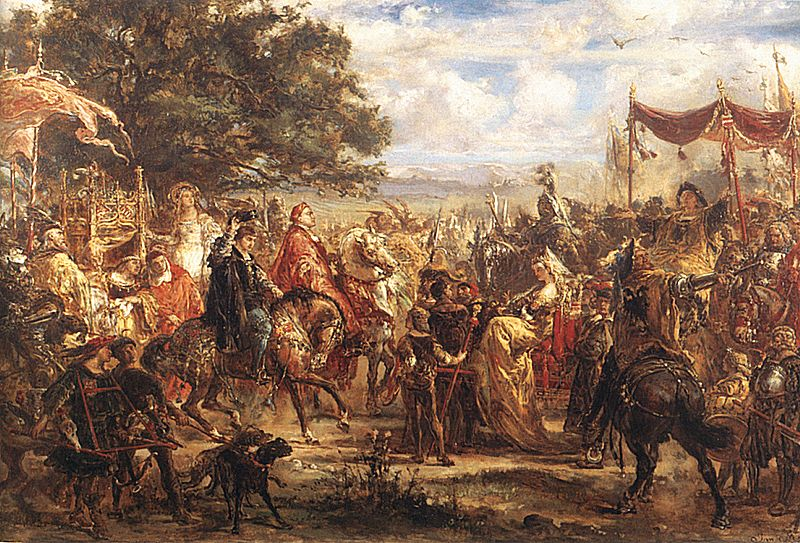
Der Wiener Fürstentag zwischen den Königen Sigismund I. von Polen und Litauen, Władysław II. von Böhmen und Ungarn und Kaiser Maximilian von Habsburg im Jahr 1515 (Gemälde von Jan Matejko, 1879)

Der Wiener Fürstentag, von Historikern auch als Erster Wiener Kongress bezeichnet, war ein politisch richtungsweisendes Treffen europäischer Herrscher im Jahre 1515.
Wichtige Teilnehmer waren Maximilian I. (Kaiser des Heiligen Römischen Reiches) aus der Dynastie der Habsburger, sowie die Brüder Vladislaw II. (König von Böhmen und Ungarn) und Sigismund I. (König von Polen-Litauen) aus der Dynastie der Jagiellonen.
Die politische Situation Europas war von folgenden Ereignissen geprägt:
- Das Osmanische Reich (die „Türken“) bedrohte durch erfolgreiche Feldzüge auf dem Balkan und in Südeuropa Ungarn und Österreich.
- Spanien, Italien, Frankreich, England und das Heilige Römische Reich stritten in wechselnden Bündnissen um die Vorherrschaft in Europa; die Auseinandersetzung betraf neben weltlichen Mächten auch die katholische Kirche.

Ziel der Zusammenkunft war das Erreichen einer einheitlichen Politik der osteuropäischen Mächte gegen die Bedrohung durch das Osmanische Reich. Die Verhandlungen wurden am 22. Juli 1515 abgeschlossen.

## Folgen für Ungarn und Österreich
Zusätzlich zu den politischen Absprachen vereinbarten Maximilian und Vladislaw einen Erbvertrag und arrangierten eine Doppelhochzeit zwischen ihren beiden Herrschaftshäusern. So kam es jeweils zu einem Heiratsvertrag zwischen Vladislavs  Sohn Ludwig und Maximilians Enkelin Maria, sowie zwischen Maximilians Enkel Ferdinand und Vladislavs Tochter Anna.
Ludwig II., der 1516 die Nachfolge seines Vaters in Ungarn und Böhmen angetreten hatte, verlor 1526 in der Schlacht bei Mohács sein Leben, wodurch der elf Jahre zuvor geregelte Erbfall eintrat: Ferdinand wurde formal neuer Herrscher von Ungarn. Die Osmanen, welche weite Teile des Landes erobert hatten, riefen jedoch Ludwigs Onkel Johann Zápolya zum König aus, was eine faktische Teilung des Landes bedeutete, die fast 200 Jahre anhalten sollte. Dennoch wurde durch diese Hochzeiten und den daraus resultierenden Herrschaftsanspruch der Habsburger auf Ungarn der Grundstein der späteren „Donaumonarchie“ gelegt, die sich ab dem ausgehenden 17. Jahrhundert zur europäischen Großmacht entwickelte.

## Folgen für Polen
König Sigismund bekam für seine Bemühungen um das Zustandekommen der Doppelhochzeit von Maximilian die schriftliche Zusicherung, dass er sich im Reich für eine Anerkennung der polnischen Forderungen gegenüber dem Deutschen Ritterorden einsetzen werde. Weiters sicherte Maximilian ein Ende der gegen Polen gerichteten Unterstützung der Moskowiter zu.

## Verschiedenes
Der Humanist, Dichter und Diplomat in habsburgischen Diensten Johannes Cuspinianus spielte bei der Vorbereitung und Durchführung des Ersten Wiener Kongresses ein tragende Rolle. Er verfasste die lebendige, kurze und wahrhaftige Schilderung des Kongresses Congressus ac celeberrimi conventus caesaris Maximiliani et trium regum Hungariae, Boemiae et Poloniae in Vienna Pannoniae facti brevis ac verissima descriptio, die noch 1515 in Druck ging und zahlreiche Leser fand.